# NGC 1776
NGC 1776 је расејано звездано јато у сазвежђу Златна риба које се налази на NGC листи објеката дубоког неба.
Деклинација објекта је - 66° 25' 47" а ректасцензија 4h 58m 39,8s. Привидна величина (магнитуда) објекта NGC 1776 износи 13,0 а фотографска магнитуда 13,3. NGC 1776 је још познат и под ознакама ESO 85-SC28.